# Пульмапілт
Pulmapilt («Весілля») — радянський естонський науково-фантастичний короткометражний фільм 1980 року режисера Рауля Таммета.

## Сюжет
Старий Антс знаходить у лісі людину, яка зазнала катастрофи на невідомому літальному апараті. Незнайомець пояснює Антсу, що прибув із іншої галактики та іншого часу. За допомогою спеціального хронометра гість повертає 1939 рік, той час, коли засмутилося весілля молодого Антса. Але весь досвід життя не дає Антсу можливість виправити допущену колись помилку, він знову входить не в ту річку.
29-хвилинний короткометражний фільм здається трохи аматорським за своїми цінностями виробництва, а низький бюджет просвічує, як ліхтарик. Єдиною перевагою фільму є гра двома головними акторами. Все це разом надає фільму гарного шарму фільму B і, безперечно, приємного та цікавого науково-фантастичного твору.

## Нагороди
- 1983: Кінофестиваль радянської Естонії (СРСР), найкраща чоловіча роль: Рейн Арен.[1]

## Актори
- Рейн Арен
- Лембіт Ульфсак
- Елла Рихвк
- Пол Лаасік
- Катрін Пютцепп